# Тесна кожа: Новогодишњи специјал
Тесна кожа: Новогодишњи специјал је југословенски телевизијски филм из 1992. године. Режирао га је Александар Ђорђевић, а сценарио је писао Синиша Павић.